# Vault-de-Lugny
Vault-de-Lugny – miejscowość i gmina we Francji, w regionie Burgundia-Franche-Comté, w departamencie Yonne.
Według danych na rok 1990 gminę zamieszkiwało 320 osób, a gęstość zaludnienia wynosiła 21 osób/km² (wśród 2044 gmin Burgundii Vault-de-Lugny plasuje się na 596. miejscu pod względem liczby ludności, natomiast pod względem powierzchni na miejscu 633.).